# Popis nematerijalne svjetske baštine u Africi
Popis nematerijalne svjetske baštine u Africi čini UNESCO-ova nematerijalna svjetska baština afričkih država, prema abecednom redu i godini upisa. Oznakom (*) je označena nematerijalna baština na popisu hitne zaštite.

## A

### Alžir(10)
- 2008. - Pjesnička i glazbena izvedba Ahelil naroda Zenete u Gourari
- 2012. - Običaji i umješnost svadbenih kostima u Tlemcenu
- 2013. - Imzad, običaji i znanja tuareške zajednice[1] (zajedno s Malijem i Nigerom)
- 2014. - Ritual i ceremonije Sebiba u oazi Džanet
- 2015. - Sbua, godišnje hodočašće zaviji Sidi El Hadž Belkačemu
- 2017. - Godišnje hodočašće mauzoleju Sidi Abdulkadiru Ben Muhamedu
- 2018. - Znanja i vještine mjerača voda fogara (kanat) Tuata i Tidikelta*
- 2020. - Kuskus, kuhinja Magreba (zajedno s Mauritanijom, Marokom i Tunisom)
- 2021. - Kaligrafija (zajedno s još 15 zemalja)
- 2022. - Raï, popularna narodna pjesma Alžira

## B

### Benin(1)
- 2008. - Usmena baština festivala naroda Yoruba, Gelede

### Bocvana(3)
- 2012. - Umješnost lončarstva pokrajine Kgatleng (Kgatleng lončarija)*
- 2017. - Dikopelo, narodna glazba Bakgatla ba Kgafela u okrugu Kgatleng*
- 2019. - Folklorni ples Seperu i s njim povezane prakse*

### Burkina Faso(1)
- 2012. - Običaji i izričaji na balafonu naroda Senufo (Zajedno s Malijem i Obalom Bjelokosti)

### Burundi(1)
- 2014. - Ritualni ples kraljevskog bubnja

## D

### DR Kongo(1)
- 2021. - Kongoanska rumba zajedno s Republikom Kongo

## E

### Egipat(6)
- 2008. - Ep Al-Sirah Al-Hilaliyyah
- 2016. - Tahtib, igra štapom
- 2018. - Tradicionalna izrada lutaka
- 2019. - Obrada datule (zajedno s Bahreinom, Irakom, Jordanom, Kuvajtom, Mauretanijom, Marokom, Omanom, Palestinom, Saudijskom Arabijom, Sudanom, Tunisom, Ujedinjenim Arapskim Emiratima i Jemenom)
- 2020. - Sa'eed – Ručno tkanje u Gornjem Egiptu
- 2021. - Kaligrafija (zajedno s još 15 zemalja)
- 2022.
  - Festivali vezani uz Putovanje Svete obitelji u Egipat
  - Obrada datule, proširenje

### Etiopija(4)
- 2013. - Proslava pronalaska Pravog Križa
- 2015. - Fichee-Chambalaalla, novogodišnji festival naroda Sidama
- 2016. - Gadaa, demokratski društveno-politički sustav naroda Oromo
- 2019. - Etiopsko Bogojavljanje

## F

### Francuska(1)
- 2009. - Maloya

## G

### Gambija(1)
- 2008. - Kankurang, inicijacijski ritual naroda Manding

### Gvineja(1)
- 2008. - Kulturni prostor Sosso-Bala

## K

### Kenija(5)
- 2009. - Tradicije i običaji naroda Mijikenda u Kaya svetišta-šumama*
- 2014. - Isukuti ples zajednica Isukha i Idakho u zapadnoj Keniji*
- 2018. - Enkipaata, Eunoto i Olng'esherr, tri muška obreda zrelosti zajednice Masai
- 2019. - Rituali i običaji vezani za svetište Kit Mikayi
- 2021. - Priča o uspjehu promicanja tradicionalne hrane i očuvanja tradicionalnih načina prehrane u Keniji

## M

### Madagaskar(2)
- 2008. - Drvorezbarstvo naroda Zafimaniry
- 2021. - Madagaskarski Kabary, madagaskarska govornička umjetnost

### Malavi(6)
- 2008. - Ritualni ples Gule Wamkulu kulta naroda Chewa u Malaviju, Zambiji i Mozambiku
- 2008. - Vimbuza ples za izliječenje
- 2014. - Tchopa, žrtveni ples naroda Lhomwe iz južnog Malavija
- 2017. - Nsima, kulinarska tradicija Malavija
- 2018. - Mwinoghe, radosni ples
- 2020. - Umjetnost izrade i sviranja Mbira / Sansi, tradicionalnog glazbenog instrumenta u Malaviju i Zimbabveu (zajedno sa Zimbabveom)

### Mali(9)
- 2008. - Kulturni prostori Yaral i Degal
- 2009. - Sedmogodišnje krovopokrivanje Kamablona, svete kuće naroda Kangaba
- 2009. - Povelja Manden, objavljena u spisu Kurukan Fuga
- 2009. - Sanké mon, ritualni ribolov naroda Sanké*
- 2011. - Tajno društvo Kôrêdugaw, ritual mudrosti*
- 2012. - Običaji i izričaji na balafonu naroda Senufo (Zajedno s Burkinom Faso i Obalom Bjelokosti)
- 2013. - Imzad, običaji i znanja tuareške zajednice[1] (zajedno s Alžirom i Nigerom)
- 2014. - Dolazak maski i lutaka kod Markala
- 2021. - Kulturne prakse i izričaji povezani s 'M'Bolon', tradicionalnom glazbenom udaraljkom

### Maroko(13)
- 2008. - Anualno okupljanje stanovnika Sahare Moussem u Tan-Tanu
- 2008. - Kulturni prostor trga Jemaa el-Fna u Marakešu
- 2010. - Mediteranska prehrana[2]
- 2012. - Festival trešnje u Safrou
- 2012. - Sokolarstvo (svjetska baština više zemalja)[3]
- 2014. - Prakse i znanja vezana za drvo argana
- 2017. - Taskivin, borilački ples zapadnog Gornjeg Atlasa*
- 2019. 
  - Gnawa
  - Obrada datule (zajedno s Bahreinom, Irakom, Jordanom, Kuvajtom, Mauretanijom, Egiptom, Omanom, Palestinom, Saudijskom Arabijom, Sudanom, Tunisom, Ujedinjenim Arapskim Emiratima i Jemenom)
- 2020. - Kuskus, kuhinja Magreba (zajedno s Mauritanijom, Alžirom i Tunisom)
- 2021.
  - Tbourida
  - Kaligrafija (zajedno s još 15 zemalja)
  - Obrada datule, proširenje

### Mauretanija(5)
- 2011. - Maurski ep T’heydinn*
- 2019. - Obrada datule (zajedno s Bahreinom, Irakom, Jordanom, Kuvajtom, Marokom, Egiptom, Omanom, Palestinom, Saudijskom Arabijom, Sudanom, Tunisom, Ujedinjenim Arapskim Emiratima i Jemenom)
- 2020. - Kuskus, kuhinja Magreba (zajedno s Alžirom, Marokom i Tunisom)
- 2021. - Kaligrafija (zajedno s još 15 zemalja)
- 2022. - Obrada datule, proširenje

### Mauricijus(4)
- 2014. - Sega, tradicionalna glazba s Mauricijusa
- 2016. - Narodne pjesme Bhojpuri na Mauricijusu, Geet-Gawai
- 2017. - Rodrigues tamburin
- 2019. - Chagos tamburin

### Mozambik(2)
- 2008. - Ritualni ples Gule Wamkulu kulta naroda Chewa u Malaviju, Zambiji i Mozambiku
- 2008. - Chopi Timbila, glazba na tradicionalnim ksilofonima naroda Chopi

## N

### Namibija(2)
- 2015. - Oshituthi shomagongo, festival voća marula
- 2020. - Aixan / Gana / Ob # ANS TSI // Khasigu, znanje i vještine glazbenog zvuka predaka

### Niger(2)
- 2013. - Imzad, običaji i znanja tuareške zajednice[1] (zajedno s Alžirom i Malijem)
- 2014. - Prakse i izričaji šaljivih veza u Nigeru

### Nigerija(5)
- 2008. - Usmena baština naroda Gelede
- 2008. - Sustav bogoštovlja naroda Ife
- 2009. - Maskarada Ijele
- 2016. - Argungu, međunarodni ribolovni i kulturni festival
- 2019. - Kwagh-Hir, kazališna izvedba

## O

### Obala Bjelokosti(3)
- 2008. - Glazba i povorke Gbofe u Afounkahi zajednice Tagbana
- 2012. - Običaji i izričaji na balafonu naroda Senufo (Zajedno s Burkinom Faso i Malijem)
- 2017. - Zaouli, popularna glazba i plesovi zajednice Guro

## R

### Republika Kongo(1)
- 2021. - Kongoanska rumba zajedno s DR Kongom

## S

### Sejšeli(1)
- Moutya

### Senegal(3)
- 2008. - Kankurang, inicijacijski ritual naroda Manding (zajedno s Gambijom)
- 2013. - Xooy, ceremonija obožavanja bogova naroda Serer
- 2021 - Ceebu Jën, kulinarsko umijeće Senegala

### Srednjoafrička Republika
- 2008. - Polifonsko pjevanje Aka Pigmeja

### Sudan(2)
- 2019.- Obrada datule (zajedno s Bahreinom, Egiptom Irakom, Jordanom, Kuvajtom, Mauretanijom, Marokom, Omanom, Palestinom, Saudijskom Arabijom, Tunisom, Ujedinjenim Arapskim Emiratima i Jemenom)
- 2021. - Kaligrafija (zajedno s još 15 zemalja)
- 2022 - Obrada datule, proširenje

## T

### Togo(1)
- 2008. - Usmena baština naroda Gelede (zajedno s Beninom i Nigerijom)

### Tunis(7)
- 2018. - Lončarske vještine žena Sejnane
- 2019. - Obrada datule (zajedno s Bahreinom, Egiptom Irakom, Jordanom, Kuvajtom, Mauretanijom, Marokom, Omanom, Palestinom, Saudijskom Arabijom, Sudanom, Ujedinjenim Arapskim Emiratima i Jemenom)
- 2020.
  - Kuskus, kuhinja Magreba (zajedno s Alžirom, Mauritanijom i Marokom)
  - Charfia ribolov na otocima Kerkennah
- 2021. - Kaligrafija (zajedno s još 15 zemalja)
- 2022 
  - Obrada datule, proširenje
  - Harissa, znanja, vještine te kulinarske i društvene prakse

## U

### Uganda(6)
- 2008. - Tradicionalno pravljenje tkanina Bark naroda Baganda
- 2011. - Bigwala, glazba tikvi i ples kraljevstva Busoga*
- 2013. - Empaako običaj naroda Batooro, Banyoro, Batuku, Batagwenda i Banyabindi iz zapadne Ugande*
- 2014. - Čišćenje beba dječaka naroda Lango u središnjoj sjevernoj Ugandi*
- 2015. - Koogere oralna tradicija naroda Basongora, Banyabindi i Batooro*
- 2016. - Glazba i ples lire Ma'di*

## Z

### Zambija(5)
- 2008. - Ritualni ples Gule Wamkulu kulta naroda Chewa u Malaviju, Zambiji i Mozambiku
- 2008. - Maskarada Makishi
- 2018. - Mooba ples naroda Lenje u središnjoj Zambiji.
- 2020. - Ples Budima
- 2022. - Kalela ples

### Zelenortska Republika(1)
- 2019. - Morna, glazba sa Zelenortske Republike

### Zimbabve(2)
- 2008. - Ples Mbende Jerusarema naroda Zezuru Šona
- 2020. - Umjetnost izrade i sviranja Mbira / Sansi, tradicionalnog glazbenog instrumenta u Malaviju i Zimbabveu (zajedno s Malavijem)

## Vanjske poveznice
- UNESCO Nematerijalna svjetska baština - službene stranice